# Дјуар (Оклахома)
Дјуар (енгл. Dewar) град је у америчкој савезној држави Оклахома.

## Демографија
По попису из 2010. године број становника је 888, што је 31 (-3,4%) становника мање него 2000. године.
| Група             | 2000.       | 2010.       |
| Белци             | 653 (71,1%) | 543 (61,1%) |
| Афроамериканци    | 3 (0,3%)    | 18 (2,0%)   |
| Азијати           | 0 (0,0%)    | 0 (0,0%)    |
| Хиспаноамериканци | 19 (2,1%)   | 17 (1,9%)   |
| Укупно            | 919         | 888         |